# Bột ớt

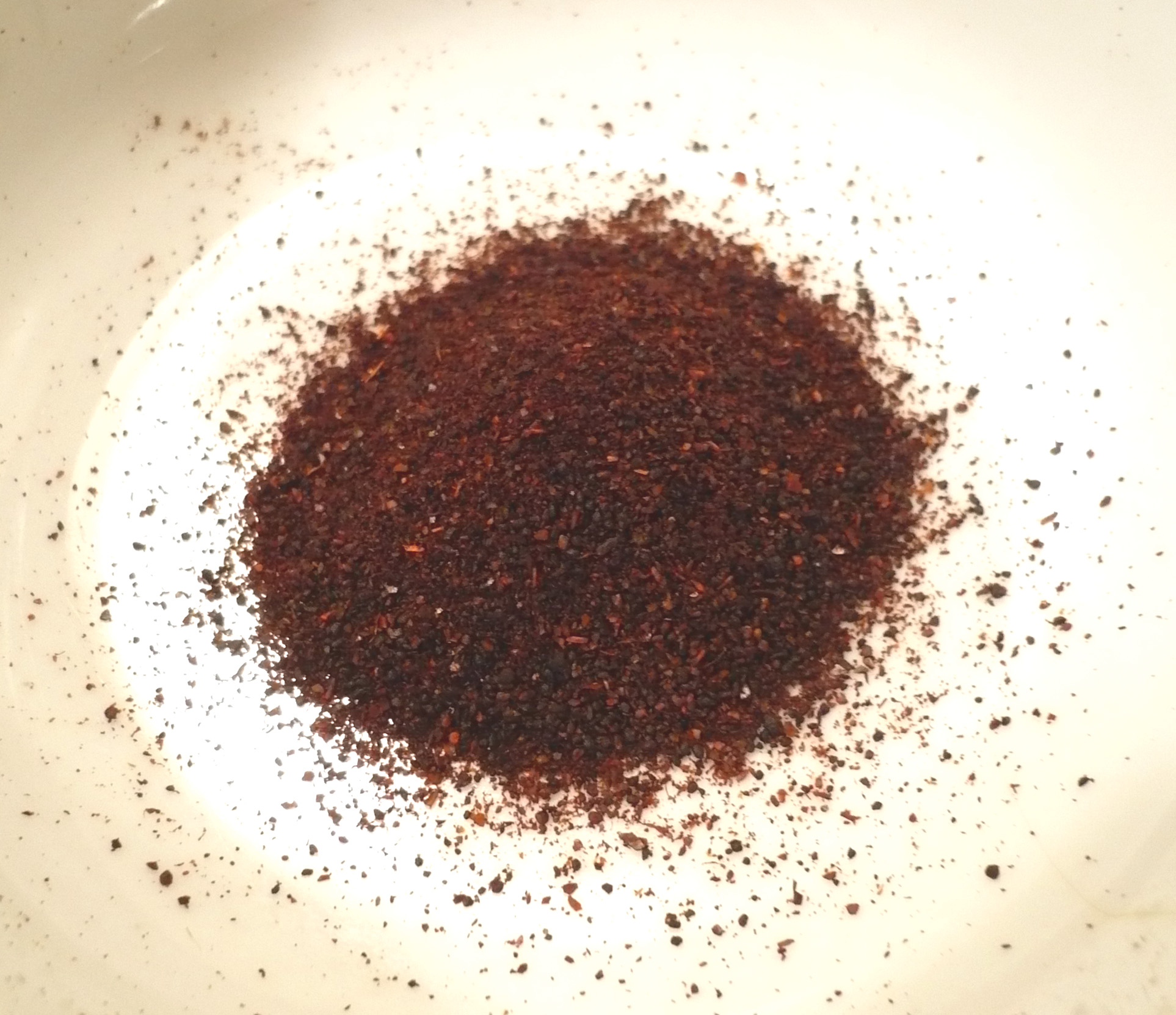
Một bát bột ớt được làm từ ớt khô và quả su su

Bột ớt (hay ớt bột) là loại bột được xay từ một hoặc nhiều loại ớt khô, đôi khi kết hợp thêm nhiều loại gia vị khác nhằm bổ sung hương vị cay nồng cho món ăn. Bột ớt có mặt rất nhiều trong văn hóa ẩm thực của các nước khác nhau, trong đó có Hoa Kỳ, Trung Quốc, Ấn Độ, Bangladesh, Hàn Quốc, Mexico, Bồ Đào Nha và Thái Lan.